# Chó săn Ba Lan
Chó săn Ba Lan, thường được gọi với cái tên Ogar Polski, là một giống chó săn bản địa của Ba Lan. Giống chó này thường được sử dụng trong săn bắn do có khứu giác rất nhạy bén kết hợp với sức bền cần thiết để đi săn trong môi trường khắc nghiệt nên. Trong khi đó, giới quý tộc Ba Lan lại ưa thích giống chó này vì vóc dáng của chúng.

## Lịch sử
Chó săn Ba Lan được mô tả lần đầu trong Khởi đầu của lịch sử tự nhiên và chăn nuôi động vật hoang dã Ba Lan của Krzysztof Kluk (1779). Theo các nhà sử học, chó săn Ba Lan được phát triển thông qua việc lai tạo chó săn bản địa với chó đánh hơi (chó săn St Hubert) được nhập khẩu vào Ba Lan thời trung cổ. Jan Szytier (1819) đã viết về "Chó săn Ba Lan" và "Chó săn đánh hơi Ba Lan" trong "Hướng dẫn săn bắn" (Poradnik Myśliwych) của ông. Chiến tranh thế giới thứ 2 đã làm suy giảm số lượng của chó săn Ba Lan. Nỗ lực phục hồi lại giống chó này đã làm xuất hiện hai giống chó mới là xương nhẹ (được lai tạo bởi Đại tá Józef Pawłusiewicz) và xương nặng hơn (được lai tạo bởi Đại tá Piotr Kartawik). Giống chó Ba Lan xương nặng sau này đã được FCI công nhận là "Ogar Polski" vào năm 1966.

## Miêu tả

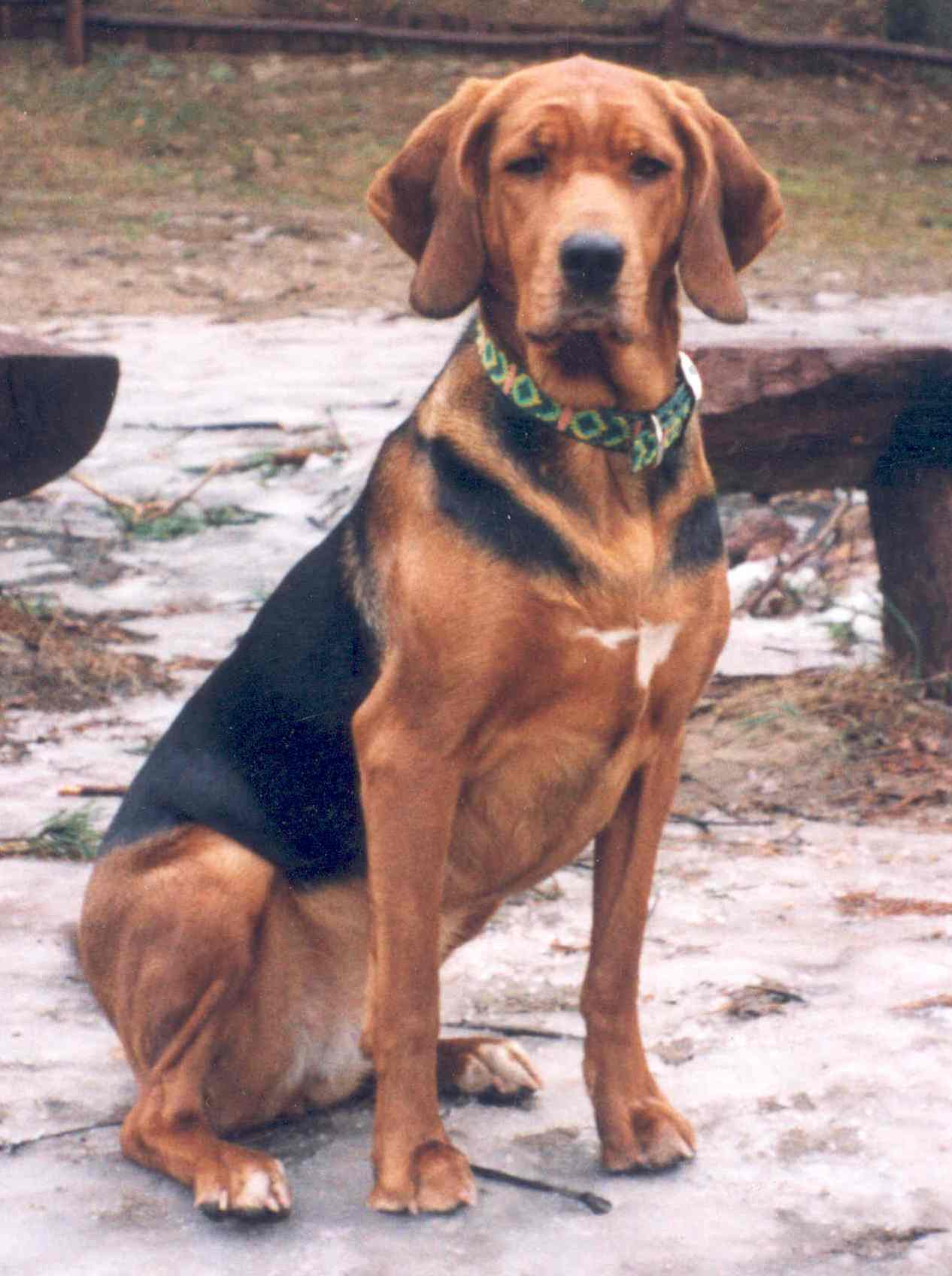

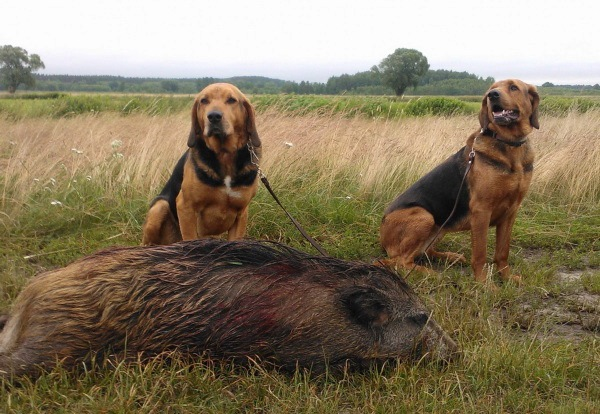
Chó săn Ba Lan ở Nga bên xác một con lợn rừng.

Chó săn Ba Lan có thể đạt đến chiều cao 55–65 cm. Con đực nặng khoảng 25–32 kg trong khi con cái nặng khoảng 20–26 kg.

## Đặc điểm và tính khí
Chó săn Ba Lan có tuổi thọ trung bình từ 13 đến 14 năm Giống chó này có kích thước trung bình, thường được mô tả là mạnh mẽ và có kiểu dáng đẹp, với cấu trúc xương mạnh mẽ. Màu sắc của giống này thường là màu nâu sậm ở phía dưới thân kết hợp với màu đen ở phía trên chạy từ cổ đến đuôi.  Giống chó này có bộ lông kép dày, giúp chống nước cho cả lớp da bên ngoài và bên dưới. Tiếng kêu của chó săn Ba Lan vang và trong trẻo, khiến nó trở thành một con chó săn lý tưởng. Chó săn Ba Lan phát triển chậm. Sự thông minh và dễ huấn luyện của chúng giúp chó săn Ba Lan được biết đến là giống chó điềm tĩnh, tình cảm và là thú cưng tuyệt vời. Chúng thân thiện với các giống chó khác và rất trung thành với chủ, nhưng cũng có tính bảo vệ lãnh thổ. Không rõ liệu giống chó này có phải là giống chó bảo vệ tốt hay không. Nhiều người cho rằng bản tính bảo vệ lãnh thổ giúp chúng có thể chống lại kẻ xâm nhập, có ý kiến khác lại cho rằng bản tính thụ động của làm cho chúng vô hại với người lạ. Chó săn Ba Lan thích nghi nhanh chóng với các môi trường mới do nguồn gốc sử dụng của chúng.

### Sách
- "Polish Hound (Ogar Polski)." Elite-Pets. N.p., n.d. Web. 18 Feb. 2013
- "Polish Hound." The Furry Critter Network. Bryntel Technologies, n.d. Web. 05 Feb. 2013.
- "Polish Hound." Sarahs Dogs. The Sarah's Dogs Website, 12 Apr. 2012. Web. 05 Feb. 2013.
- "Polish Hound." United Kennel Club: Polish Hound. United Kennel Club, Inc., n.d. Web. 05 Feb. 2013.
- "Polish Hounds." GotPetsOnline.com. GotPetsOnline.com, 18 Feb. 2013. Web. 21 Feb. 2013.